# Зона окиснення
Зона окиснення (рос. зона окисления, англ. oxidation zone, нім. Oxydationszone f) – верхня частина мінеральних родовищ, розміщена вище рівня ґрунтових вод, збагачена киснем, в якій відбуваються процеси окиснення мінералів. Звичайно перекриває згори первинні родовища і, залежно від мінерального складу, має назву шапки залізної, гіпсової, галунової і т.д.